# Drosophila navojoa
Drosophila navojoa är en tvåvingeart som beskrevs av Ruiz, Heed och Wasserman 1990. Drosophila navojoa ingår i släktet Drosophila och familjen daggflugor.
Artens utbredningsområde är Mexiko.